# Madzsid Hoszejni
Szejed Madzsid Hoszejni  (perzsa írással سيد مجيد حسيني; Teherán, 1996. június 20. –) iráni válogatott labdarúgó. 2018-ban debütált a nemzeti válogatottban. Részt vett a 2018-as és a 2022-es labdarúgó-világbajnokságon valamint a 2019-es Ázsia-kupán.

## Pályafutása

### Klubcsapatokban

#### Eszteglál
2014-ben csatlakozott az Eszteglál első csapatához, és 18 évesen, 2015. április 17-én lépett pályára először a klubban. Egy évet töltött kölcsönben a Ráh Áhannál, majd visszatért az Eszteglálba, és a kezdőcsapat játékosa lett. 2017–18-as szezonban az iráni labdarúgás legfelső osztályában az év csapatába választották.

#### Trabzonspor
2018. július 30-án hároméves szerződést kötött a török klubbal. A Török labdarúgó-bajnokságban három idényt töltött el, 59 mérkőzésen lépett pályára, 1 gólt szerzett.

### Az iráni válogatottban

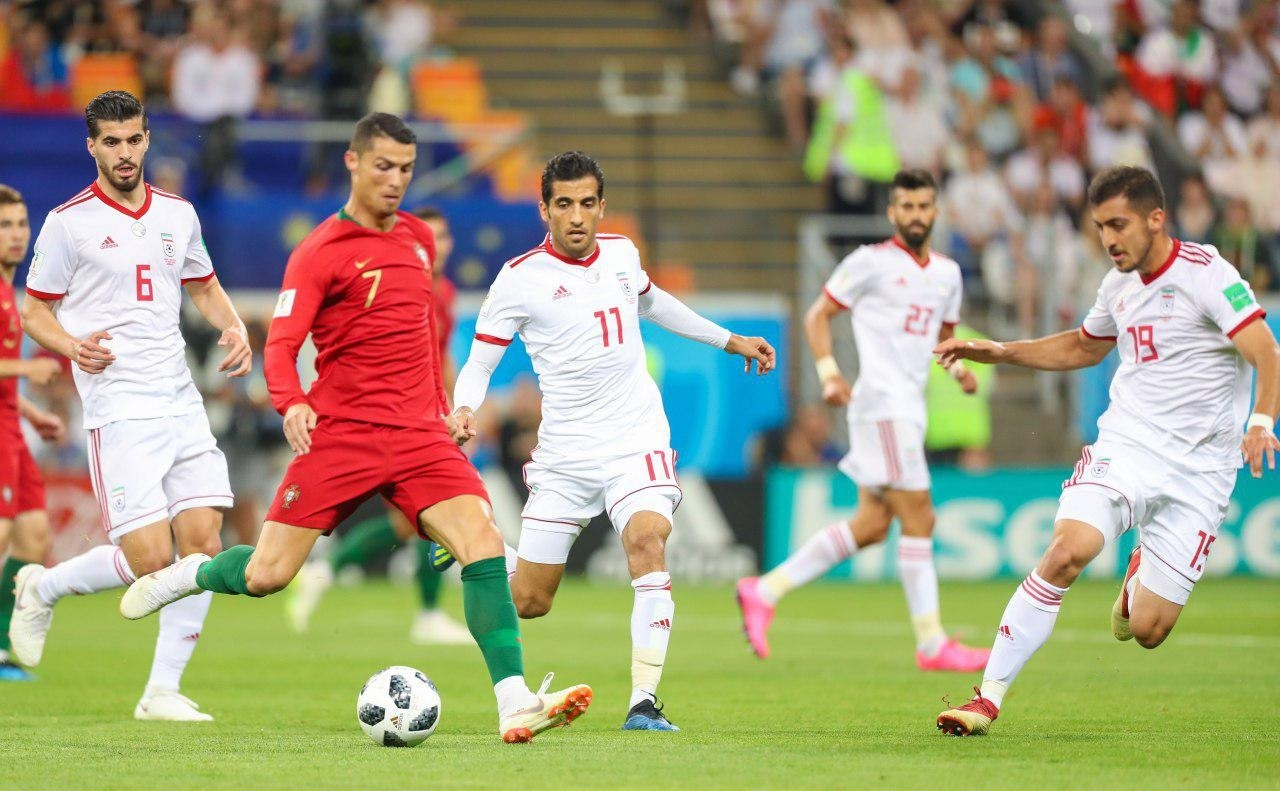
Hosseini védekezik Cristiano Ronaldo ellen a 2018-as labdarúgó-világbajnokságon

2018. május 19-én, Üzbegisztán ellen játszott először a válogatottban. 2018 júniusában bekerült Irán keretébe a 2018-as oroszországi világbajnokságon. Miután csapattársa, Ruzbeh Csesmi megsérült az edzésen, Hoszejni középhátvédként kezdett Irán két hátralévő csoportmérkőzésén. A 2022-es labdarúgó-világbajnokságon mind a három csoportmérkőzést végigjátszotta.

#### Mérkőzései a válogatottban
Frissítve 2024. január 19-én.
| 2018     | 7  | 0 |
| 2019     | 6  | 0 |
| 2021     | 1  | 0 |
| 2022     | 7  | 0 |
| 2023     | 3  | 0 |
| 2024     | 4  | 0 |
| Összesen | 28 | 0 |

## Sikerei, díjai

### Klubcsapatokkal
Eszteglál
- Iráni kupa (1): 2017–18

 Trabzonspor
- Török kupa (1): 2019–20
- Török szuperkupa (1): 2020[4]

### Egyéni
- Az iráni labdarúgás legfelső osztályában: az év csapatának tagja (1): 2017–18

## Fordítás
- Ez a szócikk részben vagy egészben  a   Majid Hosseini című angol Wikipédia-szócikk ezen változatának fordításán alapul.  Az eredeti cikk szerkesztőit annak laptörténete sorolja fel. Ez a jelzés csupán a megfogalmazás eredetét és a szerzői jogokat jelzi, nem szolgál a cikkben szereplő információk forrásmegjelöléseként.